# Josef Čaloun
Josef Čaloun (18. června 1946 Zliv – 19. června 2016) byl český fotbalový brankář. Byl nástupcem svého bratrance Františka Čalouna v prvoligové brance Plzně, jeho syn Michal Čaloun byl rovněž prvoligovým brankářem (mj. Plzně). Po skončení aktivní kariéry působil v Plzni jako trenér brankářů.

## Fotbalová kariéra
V československé lize chytal za VCHZ Pardubice a Škodu Plzeň. Nastoupil v 261 ligových utkáních. Byl v olympijském výběru Československa. V Poháru vítězů pohárů nastoupil ve 2 utkáních proti FC Bayern Mnichov. Před ním chytal za Plzeň jeho bratranec František Čaloun a po něm i jeho syn Michal Čaloun. V Plzni chytal 14 let, na nižší soutěži pokračoval za Svéradice.

## Ligová bilance
| Ročník                                   | Zápasy | Góly | Minuty | Nuly | Klub           |
| ---------------------------------------- | ------ | ---- | ------ | ---- | -------------- |
| 1. československá fotbalová liga 1968/69 | 14     | 0    | 1 120  | 2    | VCHZ Pardubice |
| 1. československá fotbalová liga 1970/71 | 15     | 0    | 1 312  | 5    | Škoda Plzeň    |
| 2. československá fotbalová liga 1971/72 | -      | 0    | -      | -    | Škoda Plzeň    |
| 1. československá fotbalová liga 1972/73 | 30     | 0    | 2 700  | 7    | Škoda Plzeň    |
| 1. československá fotbalová liga 1973/74 | 25     | 0    | 2 195  | 8    | Škoda Plzeň    |
| 1. československá fotbalová liga 1974/75 | 30     | 0    | 2 700  | 7    | Škoda Plzeň    |
| 1. československá fotbalová liga 1975/76 | 28     | 0    | 2 454  | 9    | Škoda Plzeň    |
| 1. československá fotbalová liga 1976/77 | 30     | 0    | 2 674  | 10   | Škoda Plzeň    |
| 1. československá fotbalová liga 1977/78 | 29     | 0    | 2 610  | 9    | Škoda Plzeň    |
| 1. československá fotbalová liga 1978/79 | 30     | 0    | 2 700  | 7    | Škoda Plzeň    |
| 1. československá fotbalová liga 1979/80 | 30     | 0    | 2 700  | 6    | Škoda Plzeň    |
| Česká národní fotbalová liga 1980/81     | -      | 0    | -      | -    | Škoda Plzeň    |
| Česká národní fotbalová liga 1981/82     | 24     | 0    | -      | -    | Škoda Plzeň    |
| Česká národní fotbalová liga 1982/83     | 27     | 0    | -      | -    | Škoda Plzeň    |
| CELKEM 1. liga                           | 261    | 0    | 23 093 | 70   |                |